# Маленький воин (фильм)
«Маленький воин» — российская спортивная драма режиссёра Ильи Ермолова. Премьера фильма в кинотеатрах состоялась 26 апреля 2021 года. С 27 июля 2021 года картина доступна на онлайн-платформе Кион. Кинопрокатная компания «СБ Фильм».

## Сюжет
Главный герой фильма, мальчик Витя Касаткин, занимается сумо и имеет грудь третьего размера. Любовь к этому виду борьбы привил герою его отец, который восемь лет назад ушёл из семьи и переехал жить в Японию. Теперь Витя мечтает попасть на юношеский турнир в Японии, чтобы там его увидел отец, который, по мнению мальчика, поймёт, что совершил ошибку, и вернётся к нему.

## В ролях
| Актёр             | Роль                                    |
| ----------------- | --------------------------------------- |
| Николай Шрайбер   | тренер по сумо Вити Касаткина мастер    |
| Саловати Саидзода | судья соревнований по сумо судья        |
| Артём Быстров     | тренер богатого мальчика тренер по сумо |
| Камиль Ларин      | отец Вити Касаткина папа                |
| Максим Лагашкин   | богатый папа отец Ивана                 |
| Мария Лобанова    | одноклассница Вити Геля                 |
| Илья Сигалов      | Витя, сумоист Витя Касаткин             |

## Съёмки
Съёмочный процесс начался 2019 году, и премьера намечалась осенью 2020 года, но из-за пандемии был перенесён на неопределённое время. Также из-за закрытия границ с Японией съёмочной группе не удалось снять кадры, которые были запланированы по сценарию фильма. Интересный факт, что небольшая часть съёмок проходили в Москве в спортивной школе «Борец», где также проходил кастинг актёров.